# Shannonomyia zernyana
Shannonomyia zernyana är en tvåvingeart som beskrevs av Alexander 1949. Shannonomyia zernyana ingår i släktet Shannonomyia och familjen småharkrankar. Inga underarter finns listade i Catalogue of Life.